# Philippe Higonet
Philippe Higonet (* 1782 in Saint-Geniez-d’Olt; † 1859) war ein französischer Colonel. 

## Leben
Higonet ist ein Sohn des Apothekers Joseph Higonet und dessen Ehefrau Marie Massabeau; Colonel Joseph Higonet ist sein älterer Bruder. 
1804 meldete sich Higonet freiwillig zur Armee. Unter Befehl von Marschall Louis-Nicolas Davout machte Higonet sehr schnell Karriere; im Rang eines Majors kämpfte er in der Schlacht bei Jena und Auerstedt (14. Oktober 1806). Er kämpfte auch bei Preußisch Eylau (7./8. Februar 1807) und Eggmühl (22. April 1809); bei letzterer wurde er verwundet. 
Nach seiner Genesung wurde Higonet wiederum befördert und zur Garde impériale versetzt. Mit einem eigenen Kommando nahm er 1812 an Napoleons Russlandfeldzug teil und half später mit, die Stadt Hamburg zu belagern (→Hamburger Franzosenzeit). 
Higonet kämpfte bei Ligny (16. Juni 1815) und bei Waterloo (18. Juni 1815). Nach Napoleons Abdankung wandte sich Higonet dem Haus Bourbon zu und unterstützte König Ludwig XVIII.
Er meldete sich freiwillig zur Invasionsarmee, welche die Heilige Allianz 1823 aufstellen ließ (→Französische Invasion in Spanien). Unter Führung des Duc d’Angoulême sollte eine Invasionsarmee die die Revolution niederschlagen (→Trienio Liberal) und dem Absolutismus wieder zu seinem Recht verhelfen. Nach der Schlacht von Trocadero (31. August 1823) wurde Higonet seiner Tapferkeit wegen zum Maréchal de camp  befördert. 
1828 entsandte König Karl X. seinen Kriegsminister Nicolas-Joseph Maison an der Spitze einer Armee nach Griechenland (→Morea-Expedition). Zusammen mit einer breiten Allianz unterstützte Frankreich das griechische Volk in ihren Unabhängigkeitsbestrebungen (→Griechische Revolution) und Higonet kämpfte auf dem Peloponnes u. a. bei Navarino (20. Oktober 1827) gegen das osmanische Reich. 
1833 kam Higonet wieder nach Frankreich zurück. Als Abgeordneter unterstützte er König Karl X. und konnte sich mit dem durch die Julirevolution von 1830 an die Macht gekommenen Louis-Philippe I. nie anfreunden. Als sich nach der Februarrevolution 1848 die Zweite Republik mit Napoleon III. etabliert hatte, unterstützte er diesen, da er dies als Abgeordneter für seine Pflicht hielt. An dessen Staatsstreich vom 2. Dezember 1851 beteiligte er sich aber nicht und zog sich aus dem öffentlichen Leben zurück.

## Ehrungen
- 1820 Baron de l’Émpire
- 1823 Real y Militar Orden de San Fernando
- 8. Juni 1825 Kommandeur der Ehrenlegion
- 22. Februar 1829 Ordre royal et militaire de Saint-Louis
- 1830 Ordre du Sauveur